# Euproctis semivitta
Euproctis semivitta är en fjärilsart som beskrevs av Moore 1879. Euproctis semivitta ingår i släktet Euproctis och familjen tofsspinnare. Inga underarter finns listade i Catalogue of Life.